# Nissan Titan
Nissan Titan es una camioneta de tamaño completo (full size pick up truck), manufacturada en Estados Unidos y dirigida al mercado de Norteamérica que incluía a Canadá (Hasta diciembre de 2021) y a México (2004-2015).

## Primera generación
El desarrollo de la camioneta Titan comenzó en septiembre de 1999, con el trabajo de bajo de diseño de Diane Allen en el año 2000. El prototipo de camioneta de tamaño completo de Nissan fue el denominado TA60 del diseñador Giovanni Arroba, diseño que fue elegido a finales del  año 2000, mismo que fue presentado hasta en julio de 2001. El lenguaje de diseño de la camioneta a futuro fue visto de antemano por el concepto 2001 Alfa T que se mostró en el Detroit Auto Show 2001, que se había desarrollado previamente hasta de noviembre de 2000. El prototipo Alfa T 2001 mostraba algunas líneas que retomaría el diseño final de la Titan, tales como el grosor del pilar "A", así como la apertura de las 4 puertas en una configuración de cabina extendida (en lenguaje Nissan "King Cab"), además de un diseño futurista única en cuanto a diseño e impacto al observar el vehículo.
La producción de la Nissan Titan comenzó el 21 de septiembre de 2003 y las ventas el 1 de diciembre de 2003 siendo vendida como modelo 2004. La Titan usa el tamaño completo de la plataforma F-Alpha de Nissan. Esta nueva plataforma se compartío con la primera generación de la SUV de tamaño completo Nissan Armada (2004-2015) y de la Infiniti QX56 (2004-2010), siendo estos vehículos fabricados en Canton, Misisipi, Estados Unidos.
El diseño de la Nissan Titan fue recibido relativamente bien por el público estadounidense, siendo sus únicas dos versiones la de cabina extendida o "King Cab" según Nissan, así como la doble cabina (Crew cab) de cuatro puertas de tamaño completo. El diseño tenía características que expresaban un look "Macho" y agresivo, debido a sus líneas cuadradas y angulares, así como el acabado frontal único en el mercado en esa época. Los modelos de 2004 a 2007 tanto en modelos doble cabina y king cab fueron la versión base XE, la versión intermedia SE y la de lujo LE, teniendo en un principio la caja un largo de 1.7 metros en el modelo doble cabina y de 2 metros. Todas estas tenían la opción 4X2 o 4X4, el cual era "Shift on the Fly", la cual fue pionera en la activación electrónica del diferencial delantero para una marcha 4X4 con una mayor facilidad.
En el exterior de las salpicaderas delanteras en el modelo 2004 solo tenía el emblema V8 Endurance, pero a partir del modelo 2005 hasta el 2015, en las puertas del piloto y del copiloto tenía el emblema V8 TITAN.
El motor de todas las versiones de 2005 a 2006 era el VK5DE V8 de ocho cilindros y 305 caballos de fuerza y 379 lb sobre pie de torque, para el año 2007 se aumentó a 317 caballos de fuerza teniendo el mismo torque, mismas especificaciones que duraron hasta el modelo 2015.
La versión XE tenía asientos de tela con una configuración de los asientos de hasta 6 pasajeros debido a que los asientos frontales el de en medio podía fungía como consola central, descansabrazos cuando se encontraba hacia abajo, y como asiento cuando se encontraba hacia arriba. Esta versión en su modelo King Cab incluía vidrios y espejos manuales (siendo la versión Crew Cab con vidrios eléctricos incluido el trasero), así como apertura manual, teniendo la palanca de cambios montada detrás del volante, además de que incluía 2 bolsas de aire frontales. La defensa delantera en esta versión era totalmente de plástico, y la defensa trasera de acero pintada en color gris. Esta versión presentaba rines de acero de 17 pulgadas, con un centro de plástico.
La versión SE también tenía asientos en tela, pero la configuración era delantera era de "asientos de capitán" (Capitan Chairs), por lo que la capacidad era de 5 pasajeros. Tenía volante forrado en piel, y la palanca de cambios también lo estaba misma que se ubicada en "el piso" en una consola central ubicada entre los asientos delanteros que tenía varios compartimientos, así como portavasos, en esta versión al exterior además presentaba algunos plásticos protectores y de adorno en las puertas, y se le podría agregar el paquete de spray protector en la batea de la camioneta (primer fabricante que lo hizo). La defensa delantera presentaba una intersección en acero cromado, así como de la parrilla además del parachoques trasero. En esta versión se podía ordenar con un compartimiento diminuto ubicado a un lado de la caja en la parte izquierda de la camioneta, éste se cerraba con la misma llave que se utilizaba para las demás funciones de la Nissan Titan. Esta versión presentaba rines de aluminio de 17 pulgadas de 5 o 6 puntos. Tenía espejos retrovisores normales o versión para arrastre de doble espejo
La versión LE tenía asientos en piel genuina (de ganado vacuno) con calefacción, además de sonido Rockford Fosgate de 10 bocinas y un subwoofer ubicado en el tablero, además de la opción de GPS (que solo lo tenía vehículos de lujo). También tenía sensores de reversa, vidrios, espejos eléctricos calefactables, VCA, 4 bolsas de aire, así como del habitáculo en la parte izquierda de la caja, y presentaba el spray protector al interior de la batea, así como de un ingenioso sistema de fijación de mercancías llamado "Utilitrack"  que consistía en rieles al interior y los lados de la batea en conjunto de unos ganchos sujetadores. Además tenía rines de aluminio con un diseño único, además en la versión 4x4 tenía amortiguadores Rancho, así como de una placa protectora del cárter y motor. También tenía pedales ajustables.
Para el modelo 2008 la Nissan Titan tuvo una actualización estética, misma que se notaba al exterior con la adición de cuartos naranja a los faros, así como de la modificación en las defensas delanteras de plástico que tenía una forma cuadrada y semicircular (anteriormente era circular), al interior se cambió el color y presentación del velocímetro y tacómetro, así como la mejora en la calidad de los plásticos y en su apariencia. Se agregó a la línea la versión 4X4 PRO4X misma que se orientaba en la experiencia "Off Road" todo terreno, la cual tenía amortiguadores Bilstein, así como la plata de acero protectora debajo del motor, y sus calcomanías distintivas en la parte exterior de la caja para una apariencia más deportiva y distintiva. También se ofreció la versión "Heavy Metal Chrome" la cual tenía rines de 17 a 20 pulgadas, spoilers, espejos, defensas y parrilla todos con acabado cromado.
Además se ofrecieron los modelos de caja extra larga (long bed) en ambas versiones de cabina y media (King Cab) y doble cabina (Crew Cab), teniendo un largo la primera una largo de 2.4 metros y la segunda de 2 metros.

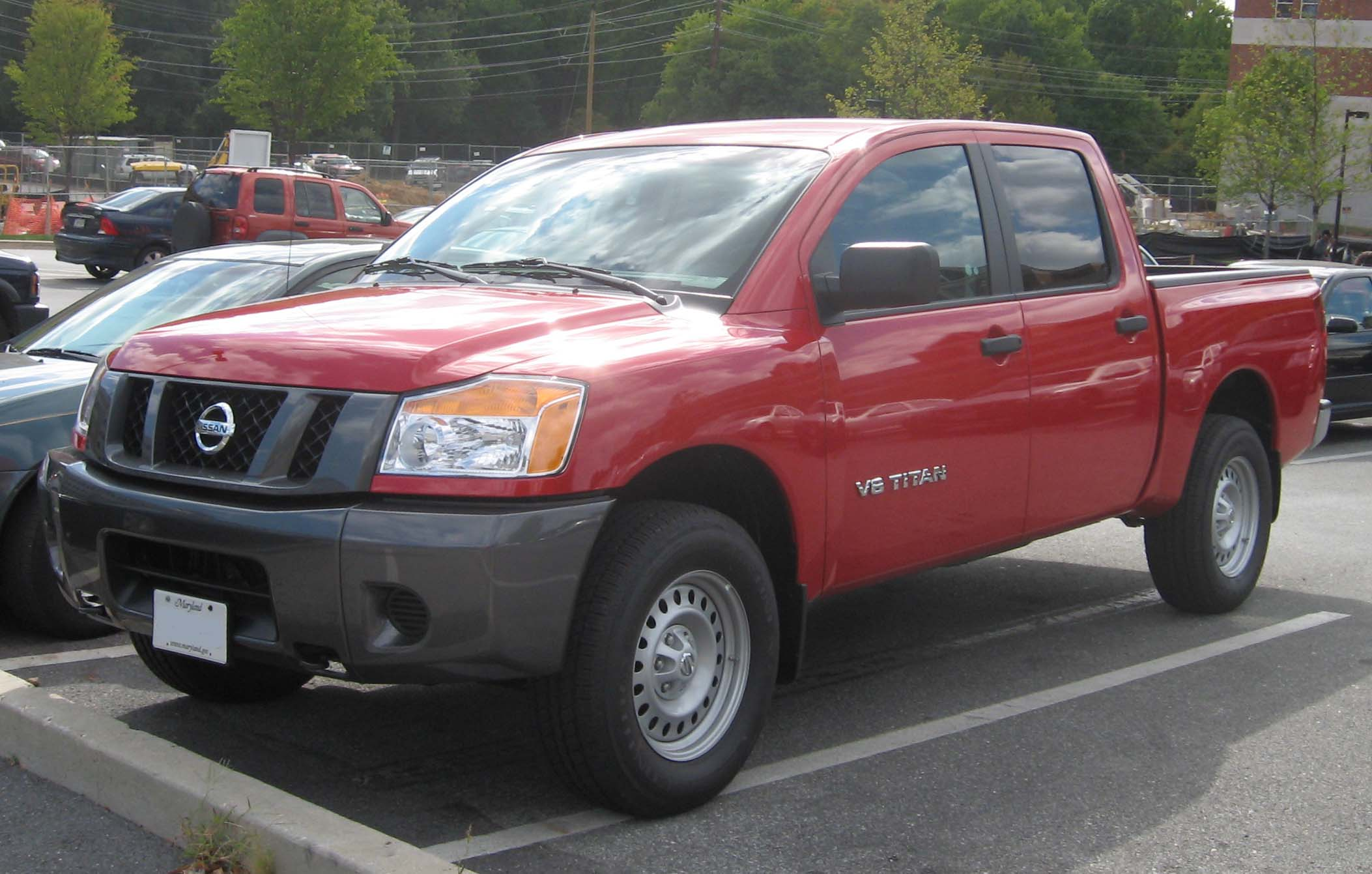
2008 Nissan Titan XE Crew Cab

En el año 2011 Nissan cambia las versiones de la Nissan Titan, siendo ahora la base S, la intermedia SV, PRO4X, y la versión de lujo SL , y dejan de ofertarse las versiones de caja larga.
En el año 2013 se le da una nueva actualización a la Nissan Titan, principalmente en el tablero, que tenía una nueva consola, así como el rediseño de la puerta de la batea, el cual presentaba un plástico que ofrecía menos resistencia con el aire para el mejoramiento en el consumo de combustible. Además se actualizó el logotipo de la versión PRO4X.

Para el último año de producción de la primera generación de la Nissan Titan se actualizaron los paneles interiores de las puertas, el cual mostraba descansabrazos, agarraderas y palancas para la apertura de las mismas con un nuevo diseño, el cual al parecer era básicamente el mismo ofrecido en la nueva generación de la Nissan Titan ofrecido en el año 2016.

## Segunda generación
Nissan dio a conocer la segunda generación de la Titan en el Salón del Automóvil Internacional de Norteamérica 2015. La segunda generación de esta camioneta fue diseñada en California, diseñada en Michigan y se ensambla en Misisipi. El V8 Cummins se construyen en Indiana y Tennessee. Su producción comenzó el 20 de noviembre de 2015.

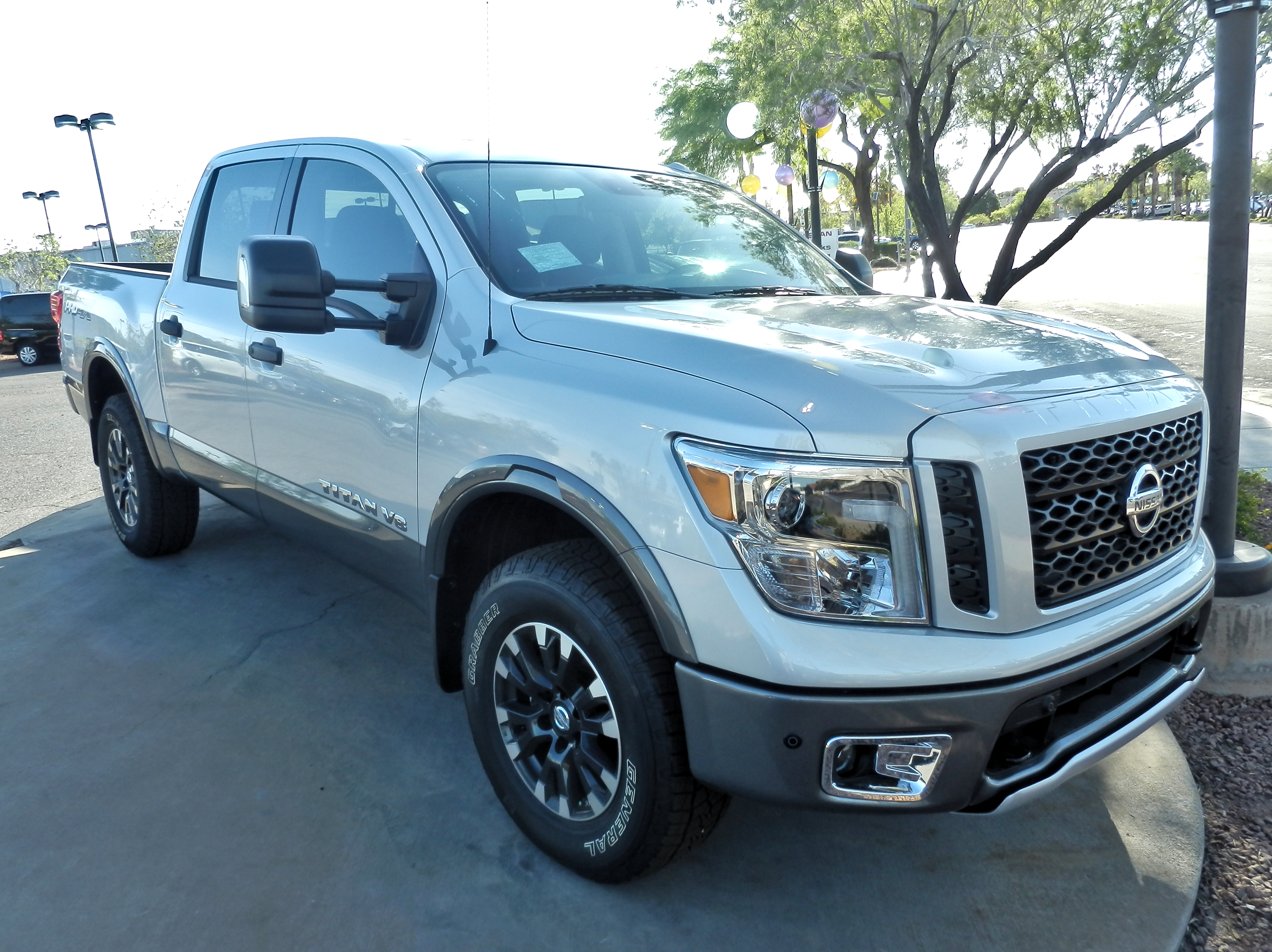
Titan II.
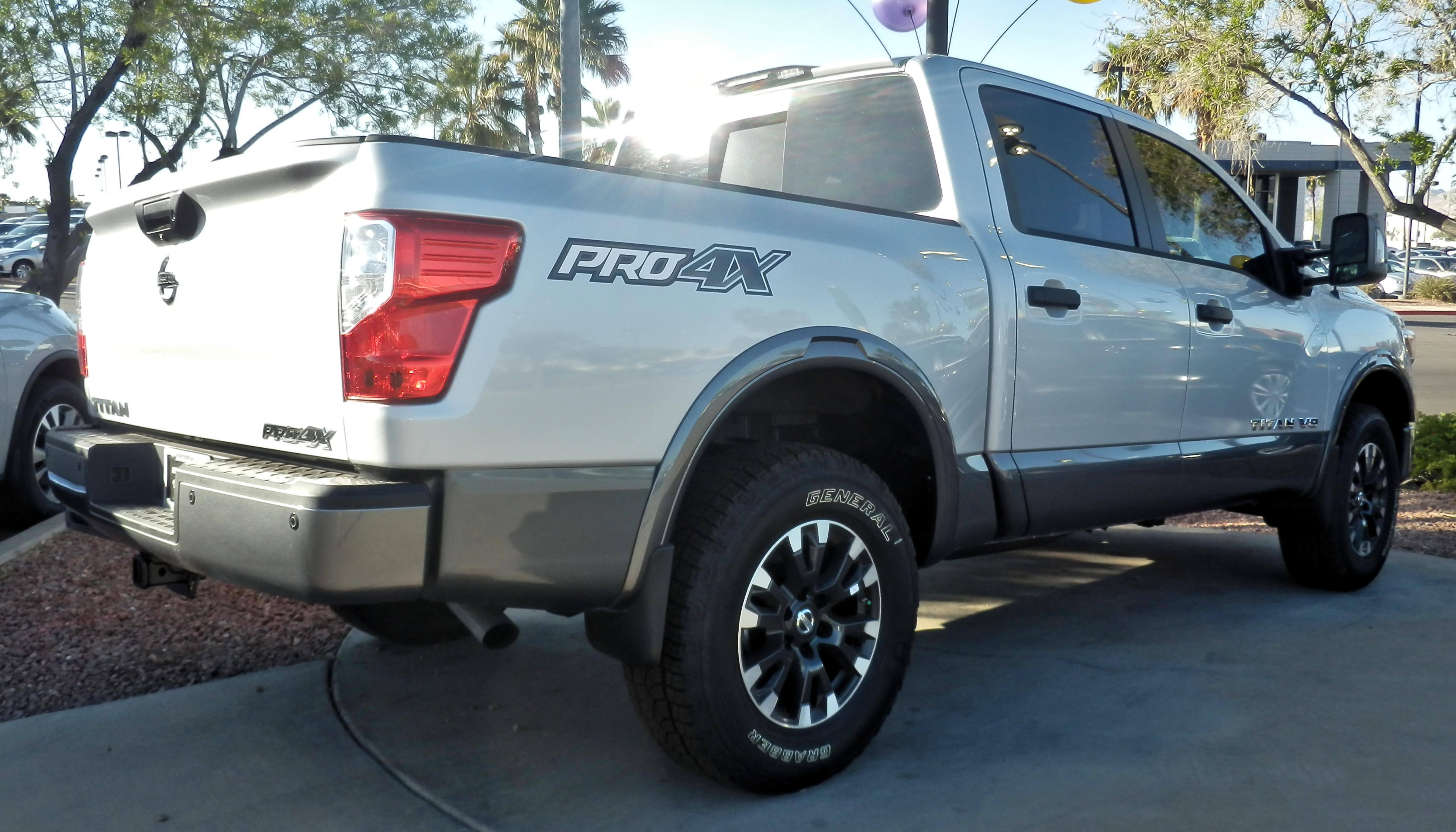
Titan II.